# Bătălia de la Popricani
Bătălia de la Popricani a avut loc pe 1 mai 1653, între o armată moldo-transilvăneană condusă de Gheorghe Ștefan pe de-o parte și o armatǎ cazaco-tătară condusă de Timuș Hmelnițki. Bătălia s-a încheiat cu înfrângerea moldovenilor și ocuparea Iașiului.

## Desfășurare
În aprilie 1653, cazacii și tătarii sub conducerea lui Timuș Hmelnițki au intrat în ținuturile Moldovei pentru a-l înscăuna acolo pe Vasile Lupu. Până la 28 aprilie cazacii au trecut Nistrul pârjolind pământurile din cale. După trecerea Prutului trupele cazaco-tătare întâlnesc în cale o forțǎ moldo-transilvăneană sub conducerea lui Gheorghe Ștefan, care a luat poziții în jurul satului Popricani, pe râul Jijia. Forțele lui Ștefan variau între 10 000 - 20 000 de soldați, și erau compuse din moldoveni, transilvăneni, maghiari, germani, vlahi și greci, precum și civili din Iași. Armata cazaco-tătară număra aproximativ 13 000 de soldați.

## Bătălia
Bătălia a început cu atacul cavaleriei moldovenești, care a lovit tabăra cazacilor de pe malul stâng al râului Jijia, apoi moldovenii au folosit artileria, trăgând din cele 6 tunuri și arme de calibru mic. Cazacii au răspuns și ei din 11 tunuri de care dispuneau, stabilindu-se astfel o distanță între cele două tabere, tăiată însă de atacul moldovenilor, într-o luptă de săbii. În același timp, artileria cazacă a dispersat și aceste forțe rămase ale moldovenilor. Văzând înfrângerea, Gheorghe Ștefan s-a grăbit să fugă, urmărit fiind de cazaci. După înfrângerea moldovenilor, cazacii au trecut râului, fără vreo rezistență, intrând în capitala principatului, trupele moldo-transilvănene retrăgându-se în adâncul teritoriului. Înfrângerea de la Popricani a prăbușit moralul în rândurile armatei, dezertarea mare a soldaților din principat l-a făcut pe Ștefan să se retragă în Transilvania.

## Consecințe
Ca urmare a bătăliei, Iașiul a fost ocupat, Gheorghe Ștefan a fugit, iar Vasile Lupu a început a doua sa domnie. Aceasta avea să dureze doar câteva luni, deoarece noul domnitor a hotărât să folosească armata cazaco-tătară de care dispunea pentru a declanșa o expediție de capturare a lui Gheorghe Ștefan, expediție soldată cu un eșec în bătălia de la Finta (în Țara Românească) și cu înlăturarea definitivă a lui Vasile Lupu de pe tronul Moldovei și cu revenirea lui Gheorghe Ștefan, susținut de domnul muntean Matei Basarab.